# Giro delle Fiandre 1986
Il Giro delle Fiandre 1986, settantesima edizione della corsa, fu disputato il 6 aprile 1986, per un percorso totale di 275 km. Fu vinto dall'olandese Adrie van der Poel, al traguardo con il tempo di 7h10'50" alla media di 38,297 km/h. A distanza di 10 anni dall'introduzione del Koppenberg, un nuovo temutissimo tratto in pavé fece il suo esordio: il Paterberg. Su richiesta di un abitante del posto, che volle far passare la corsa davanti a casa sua, si pavimentò il tratto in ciottoli per renderlo adatto.
Partenza a Sint-Niklaas con 195 ciclisti di cui 40 portarono a termine il percorso.

## Ordine d'arrivo (Top 10)
| Pos. | Corridore                  | Squadra        | Tempo    |
| ---- | -------------------------- | -------------- | -------- |
| 1    | Adrie van der Poel         | Kwantum Hallen | 7h10'50" |
| 2    | Sean Kelly                 | KAS-Mavic      | s.t.     |
| 3    | Jean-Philippe Vandenbrande | Hitachi-Marc   | s.t.     |
| 4    | Steve Bauer                | La Vie Claire  | s.t.     |
| 5    | Ronny Van Holen            | Lotto-Emerxil  | a 30"    |
| 6    | Fons De Wolf               | Skala-Skil     | s.t.     |
| 7    | Bruno Leali                | Carrera        | s.t.     |
| 8    | Claude Criquielion         | Hitachi-Marc   | s.t.     |
| 9    | Yvon Madiot                | Système U      | s.t.     |
| 10   | Eric Vanderaerden          | Panasonic      | a 1'00"  |